# Чистяков, Сергей Николаевич
Сергей Николаевич Чистяков (род. 3 мая 1990, Свердловск) — российский хоккеист, нападающий. Тренер.

## Биография
Воспитанник екатеринбургского «Спартаковца». В сезоне 2007/08 — в составе команды «Инквой» (Советский, ХМАО). В следующем сезона — игрок команды первой лиги «Автомобилист-2» Екатеринбург, три следующих сезона отыграл за команду «Авто» в МХЛ. В сезоне 2012/13 провёл 27 матчей за «Автомобилист» в КХЛ, также выступал за «Буревестник» в РХЛ. Играл в ВХЛ за «Казцинк-Торпедо» Усть-Каменогорск (Казахстан, 2013/14) и «Спутник» Нижний Тагил (2013/14 — 2014/15).
С 3 февраля 2018 года — главный тренер команды СКСО (сборная команда Свердловской области) в ЖХЛ.
Старший брат Вячеслав также был хоккеистом.